# Магдалена Баварская
Магдале́на Бава́рская (нем. Magdalene von Bayern; 4 июля 1587, Мюнхен, Герцогство Бавария — 25 сентября 1628, Нойбург, Пфальц-Нейбург) — принцесса из дома Виттельсбахов, дочь герцога Баварии Вильгельма V Великодушного. Супруга пфальцграфа и герцога Вольфганга Вильгельма; в замужестве — пфальцграфиня и герцогиня Нейбурга,  герцогиня Юлиха и Берга.
Брак принцессы привёл к Контрреформации в Нейбурге и официальному возвращению  в католичество Нейбургской ветви дома Виттельсбахов, представители которого впоследствии были курфюрстами Пфальца и королями Баварии.

## Семья и ранние годы
Родилась в Мюнхене 4 июля 1587 года. Она была десятым последним ребёнком и второй выжившей дочерью герцога Баварии Вильгельма V и Ренаты Лотарингской, принцессы из Лотарингского дома. По отцовской линии приходилась внучкой герцогу Баварии из дома Виттельсбахов Альбрехту V Великодушному и Анне Австрийской, эрцгерцогине из Имперской ветви дома Габсбургов. По материнской линии была внучкой герцога Лотарингии и Бара Франсуа I и Кристины Датской, принцессы из дома Ольденбургов.
Магдалена получила хорошее домашнее образование. Кроме немецкого языка, она владела французским, испанским и итальянским языками, знала латынь. Хорошо разбиралась в древней и современной истории. Особое внимание при воспитании дочери родители уделяли церковному благочестию. Принцесса постоянно носила с собой пергамент с Символом веры, написанным ею на латыни, ежедневно молилась, носила власяницу и практиковала флагеллантство, соблюдала посты, причащалась каждый восьмой день. С большим почтением относилась к Богородице и Игнатию Лойоле. Позднее она доверила иезуитам образование своего единственного ребёнка. В 1612 году Магдалена совершила пешее паломничество в Альтэттинг.
В 1607 году, по совету кардинала Мельхиора Клезля, руки принцессы попросил эрцгерцог Австрии Маттиас. Через этот брак он рассчитывал получить помощь Баварии в борьбе против брата, императора Священной Римской империи Рудольфа II. Отец Магдалены был за матримониальный союз дочери с эрцгерцогом, но против выступил брат принцессы, герцог Баварии Максимилиан I, который не хотел ввязываться во внутренние дела Австрии. В 1608 году эрцгерцог Маттиас отозвал своё предложение о браке, узнав об интересе брата-императора к Магдалене в качестве кандидатки в супруги для эрцгерцога Леопольда Фердинанда. В мае 1609 года Леопольд Фердинанд, которого Рудольф II желал видеть своим преемником на тронах Чехии и Венгрии, прибыл ко двору в Мюнхене, где выразил намерение отказаться от духовного сана и жениться на Магдалене. Принцессе понравился кандидат в супруги, которому она призналась, что предпочла бы стать монахиней, чем женой его конкурента. Тем не менее этот матримониальный проект также не был осуществлён.

## Брак и потомство
В январе 1612 года двор в Мюнхене посетил пфальцграф Вольфганг Вильгельм, друг герцога Максимилиана. Среди ряда вопросов, которые обсудили стороны, была и перспектива женитьбы пфальцграфа на сестре герцога, принцессе Магдалене. Герцог не возражал, но заметил, что единственным препятствием к заключению матримониального союза являлось то, что пфальцграф был лютеранином. По сложившейся традиции, принцесс из дома Виттельсбахов отдавали в жёны только католикам. Не смотря на гарантии двора в Нойбурге, который был готов предоставить Магдалене полною свободу исповедания, двор в Мюнхене не желал соглашаться на разноконфессиональный брак. Также и Вольфганг Вильгельм не хотел отказываться от матримониального союза с представительницей католического дома, глава которого, в отличие от протестантских князей, поддерживал его права на клевское наследство. По требованию брата и отца невесты, под руководством иезуитов пфальцграф начал изучать католический катехизис. 30 июня 1613 года стороны принесли брачные обещания, а 19 июля того же года Вольфганг Вильгельм тайно перешёл из лютеранства в католичество. Осенью 1613 года стороны детально обсудили брачный контракт. Под давлением отца и брата принцесса согласилась на брак не по любви, а в интересах династии.
В Мюнхене 11 ноября 1613 года Магдалена Баварская сочеталась браком с пфальцграфом Нейбурга и герцогом Баварии Вольфгангом Вильгельмом (28 октября 1578 — 20 марта 1653), который в 1614 году наследовал отцу как пфальцграф и герцог Нейбурга и в том же году по договору в Ксантене получил во владение герцогства Юлих и Берг. Также в 1614 году в Дюссельдорфе он официально заявил о своём переходе в католичество. Церемония бракосочетания во главе с князь-епископом Эйхштата Иоганном Кристофом фон Вестерштеттеном прошла во Фрауэнкирхе. Через несколько дней молодожён тайно обвенчал католический прелат. На следующий день после свадьбы Магдалина получила утренний дар с дорогим ожерельем и свадебный подарок в размере пятидесяти тысяч флоринов. В приданое от брата-герцога она получила тридцать тысяч флоринов. В браке Вильгельма Вольфганга и Магдалены родился только один ребёнок:
- Филипп Вильгельм (24 ноября 1615 — 2 сентября 1690), с 1653 года пфальцграф и герцог Нейбурга, герцог Юлиха и Берга, с 1685 года курфюрст Пфальца, в Варшаве 9 июня 1642 года сочетался первым браком с принцессой Анной Екатериной Польской и Шведской (7 августа 1619 — 9 октября 1651), дочерью короля Польши и Швеции Сигизмунда III, в Лангеншвальбахе 24 августа / 3 сентября 1653 года сочетался  вторым браком с ландграфиней Елизаветой Амалией Гессен-Дармштадтской (20 марта 1635 — 4 августа 1709), дочерью ландграфа Гессен-Дармштадта Георга II.

## Пфальцграфиня и герцогиня
Вместе с Магдаленой в Нойбург прибыли два иезуита. Для неё на верхнем этаже замка была построена католическая капелла. Вскоре после свадьбы Филипп Людвиг отправил сына с невесткой во владения дома в Нижнем Рейне, назначив Вольфганга Вильгельма соправителем в герцогстве Юлих-Клеве-Берг, земли которого были предметом имущественного спора с Бранденбургом. Другим соправителем герцогства был Георг Вильгельм, будущий курфюрст Бранденбурга. В январе 1614 года пфальцграфская чета прибыла в Дюссельдорф, столицу Юлих-Клеве-Берга и заняла свою половину герцогского дворца. В самом герцогстве с преимущественно католическим населением имелось кальвинистское меньшинство. В марте 1614 года, когда Вольфганг Вильгельм находился во Льеже с визитом у архиепископа Кёльна и курфюрста Фердинанда, на его супругу в Дюссельдорфе было совершено покушение; неизвестный выстрелил в окно церкви, в которой она в то время молилась. Вслед за этим город покинул соправитель от Бранденбурга, перейдя со своим войском в Клеве. Пфальцгафская чета, вместе с двором, тоже оставила Дюссельдорф и укрылась в замке Линн, но через три дня они вернулись обратно в город. Спор между Бранденбургом и Пфальц-Нейбургом за клевское наследства завершился мирным договором в Ксантене 12 ноября 1614 года, по которому к пфальцграфам и герцогам Нейбурга отошли герцогства Юлих и Берг.
В Дюссельдорфе 25 мая 1614 года Вольфганг Вильгельм публично исповедал себя католиком. Отчасти решение пфальцграфа сменить конфессию было принято под влиянием супруги. Переход Вольфганга Вильгельма в католичество был тяжело воспринят его отцом, который потребовал от сына немедленно вернуться в лютеранство. Однако Вольфганг Вильгельм не послушал отца. Тогда старый пфальцграф и герцог, чтобы обсудить поступок сына и принять решение, объявил о собрании ландтага в Нойбурге, открытие которого назначил на конец августа, но умер в середине месяца. При его преемнике Вольфганге Вильгельме в Пфальц-Нейбурге прошла Контрреформация.
В октябре 1621 года, вместе с мужем, Магдалена присутствовала на освящении дворцовой церкви в честь Богородицы. Впоследствии она много жертвовала на благоустройство этого храма. Пфальцграфиня и герцогиня имела привычку посещать болевших подданных, которым помогала деньгами и лекарствами. Замужем она продолжила совершать паломничества к чудотворному образу Богородицы в Альтэттинг, куда брала с собой сына, когда тот был ребёнком. Последний раз Магдалена посетила Алтэттинг в августе 1628 года. За год до смерти пфальцгафиня и герцогиня четыре месяца провела в кровати из-за проблем со здоровьем. В августе 1627 года у неё началась лихорадка, которая продлилась несколько месяцев. Умерла в Нойбурге 25 сентября 1628 года. У смертного одра пфальцграфини и герцогини стояли сын, духовник и придворные. В этот же день о её смерти сообщили мужу, который находился в Дюссельдорфе, а позднее и всем родственникам. По случаю смерти Магдалены Баварской в Пфальц-Нейбурге был объявлен траур. Останки пфальцграфини и герцогини погребли в склепе дворцовой церкви, находившейся в ведении иезуитов.